# Paratoxopoda magna
Paratoxopoda magna är en tvåvingeart som beskrevs av Ozerov 1993. Paratoxopoda magna ingår i släktet Paratoxopoda och familjen svängflugor.
Artens utbredningsområde är Uganda. Inga underarter finns listade i Catalogue of Life.